# 石巻焼きそば
石巻焼きそば（いしのまきやきそば）は、宮城県石巻市で食べられている焼きそばである。

## 特徴
1. 二度蒸しして茶色くなった生麺を用いる。
2. 焼き上げ時に、だし汁を加えて蒸し焼きにする。
3. 目玉焼きがトッピングされる。
4. 食べる直前にソースをかける（必須ではない）。

石巻焼きそばの最大の特徴は、調理前の麺が元々茶色いことである。生の茶色い麺を焼きそばに使っているのは、この地域だけとされる。
一般的に強力粉と呼ばれる粘りの強い小麦粉を用いて中華麺は作られるが、石巻焼きそばでは「中力粉（普通粉）」と呼ばれるやや粘りの弱い小麦粉を用いて麺を作る。これを一度蒸し上げると麺は黄色化し、一般的な焼きそばで使用される中華麺のようになるが、それを水で洗い、もう一度蒸し上げることで麺は茶色くなり、石巻焼きそばで用いられる麺となる。麺が茶色くなる理由については、「麺に含まれるかんすいと熱の作用」とされるが、詳細は分かっていない。
麺は、二度蒸しによって一度蒸しに比べてふっくらとするが、これにより液体を吸収する能力が高まるとされる。この特徴を利用して、調理の最後の焼き上げ時にだし汁を加えて蒸し焼きにし、味に深みを与える。
最後に目玉焼きをトッピングして出されるが、目玉焼きの代わりにハムエッグやベーコンエッグがトッピングされることもある。
調理された石巻焼きそばは、褐色の見た目に比べてだし汁の影響により味がマイルドになっているため、ソースを掛けて自分好みの味付けにして食べるのが一般的である。多めにソースを掛けるのが石巻流とされる。

## 歴史

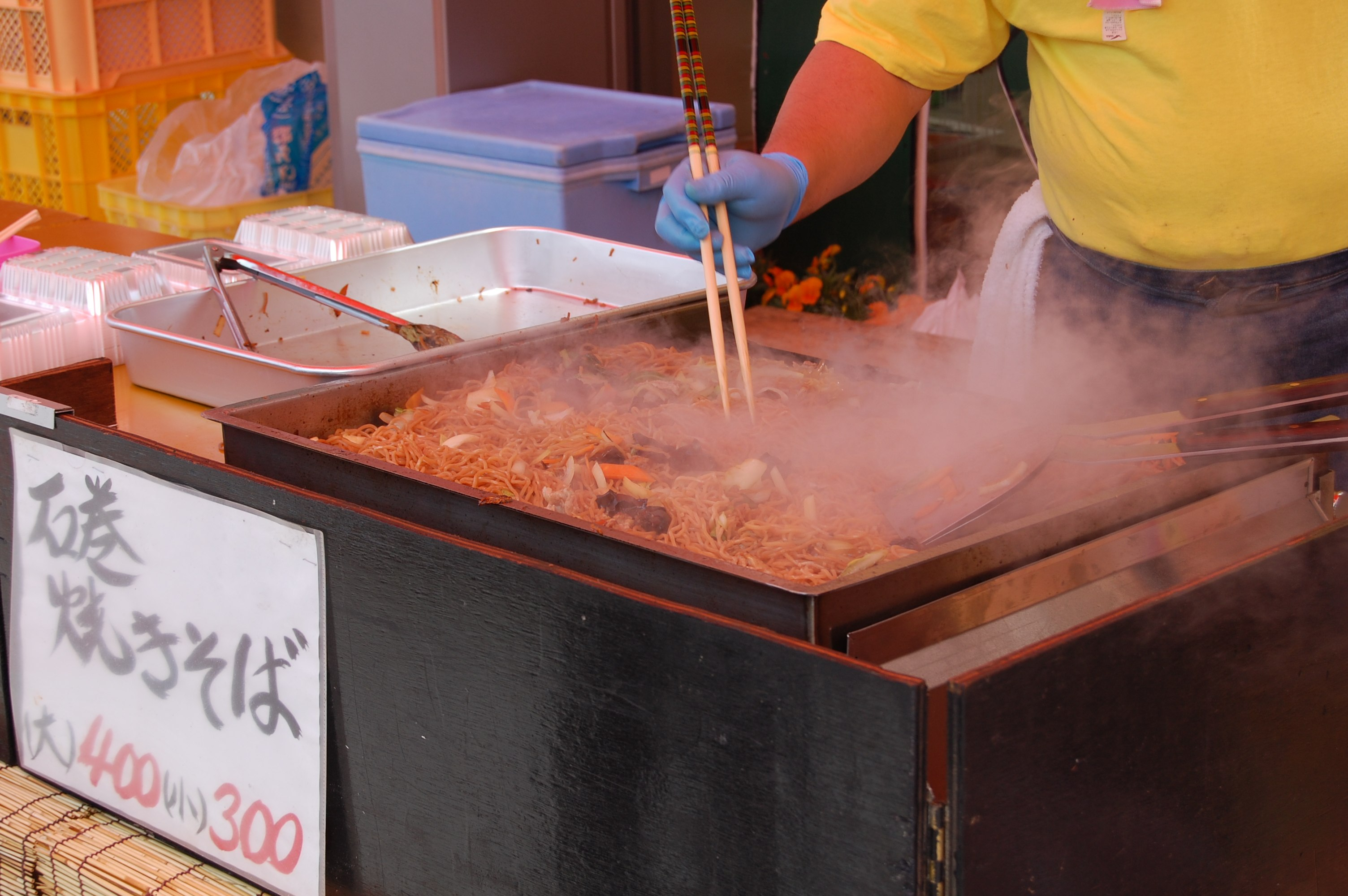
調理中の石巻焼きそば

1950年（昭和25年）頃、岩手県胆沢郡前沢町（現・奥州市前沢）から石巻市に移住した、のちの春元製麺所の創始者が、焼いてもベタ付かない麺ができないか試行錯誤し、中華麺で用いられる強力粉より粘りの弱い「中力粉（普通粉）」を用いて麺を作って、二度蒸しする方法を編み出した。これが石巻焼きそばの麺の始まりであり、その後、1950年代にこの製法を市内の同業者に伝授し、石巻で定着していったようである。その他の石巻焼きそばの特徴がどのような経緯で生まれたかについては不明。石巻焼きそばを提供する飲食店数は、最盛期と比べて半分以下に減ったものの、現在50店程度あるとみられており、地元のスーパーマーケットでも焼きそば用の茶色い麺が普通に売られている。
2007年（平成19年）、「B-1グランプリ」などで焼きそばが全国的に関心を集めていることを背景に、石巻市の製麺業者を初めとする有志が集まり、石巻の焼きそばを名物化する動きが始まった。有志らは、同年10月に同市で開催された「2007世界カキフォーラム」の分科会において、焼きそばの名物化を訴えた。
2008年（平成20年）6月25日、仙台・宮城デスティネーションキャンペーン（2008年10月1日 - 12月31日）を前にして有志らが集まり、「石巻茶色い焼きそばアカデミー」の設立総会を開いた。そして、「石巻焼きそば」の名称統一とPR活動を開始した。また、「B-1グランプリ」への参加や開催地の誘致も活動目標に入れた。同年9月16日には、マスコットキャラクターとして「ちゃちゃ丸」が決定した。
2009年（平成21年）9月12日・13日には「やきそばサミットin黒石2009」に初参加し、シルバーウィークには「第4回 B-1グランプリ in 横手」（9月19日・20日）のエキシビション（21日）に初参加した。
2010年（平成22年）「石巻茶色い焼きそばアカデミー」が愛Bリーグの正会員となり、9月18日・19日の両日に開催された「第5回 B-1グランプリ in 厚木」に初出場。翌2011年（平成23年）の「第6回 B-1グランプリ in 姫路」にも出場し6位を獲得した。

## ちゃちゃ丸
石巻焼きそばをPRするためのマスコットキャラクターで、「石巻茶色い焼きそばアカデミー」が公募して2008年（平成20年）9月16日に決定した。正式名称は「石巻焼きそばの伝道師 ちゃちゃ丸」。石巻焼きそばが擬人化されており、頭上に目玉焼きをのせ、へらを手に持ち、箸を背負っている。また、胴から脚にかけて縞模様の服を着ており、これが焼きそばを示している。

## 巻っ娘V
2010年9月1日、石巻市のローカルアイドルグループ「巻っ娘V」（まきっこファイブ。芸能エンタープライズ真野所属）がデビューCD『YA・KI・SO・BA』（やきそば）をリリースし、同年9月11日・12日に開催された「焼きそばサミットin黒石2010」の石巻焼きそばのブースでBGMとしてヘビーローテーションした。2011年（平成23年）3月11日に発生した東日本大震災以降はメンバーが３人に減ったが現在は新メンバーが加わり高校生４人小学生1人の5人で活動を続けている。。
2017年11月にメンバーの変動があり、現在は学生2人小学生1人の3人で活動を続けている。